# Motivando a la Yal
Motivando a la Yal es el primer álbum de estudio del dúo puertorriqueño Zion & Lennox. Fue publicado el 4 de marzo de 2004 a través de los sellos discográficos White Lion Records y Jiggiri Records, esta última compañía del cantante Tego Calderón, siendo distribuido por Sony Music de manera internacional.
El álbum cuenta con 18 canciones y participaciones de Daddy Yankee, Tego Calderón, Julio Voltio, Ángel Doze y el dúo Yaga & Mackie, mientras que en la producción estaban figuras como Luny Tunes, esto durante su punto más alto de popularidad.
Una edición especial fue publicado al año siguiente con cuatro remixes, siendo distribuido por Sony BMG.

## Antecedentes
Con ayuda de Mackie Ranks, hermano mayor de Lennox, debutaron como dúo en el año 2001 luego de encontrarse varias veces en el estudio de su casa en Carolina. Previamente, ambos se habían conocido como vecinos, teniendo un interés en común por hip hop, rap y dancehall. Luego de algunas apariciones en distintas compilaciones, como The Noise: La Biografía, Desafío y Mas flow, se dieron a conocer de manera internacional. Para 2003, firmaron con el sello independiente White Lion Records, a cargo del productor Elías de León. Como parte de una campaña publicitaria, Tego Calderón se encargaba de «pautar» el álbum en distintas radioemisoras, además de tener una participación en una de las canciones del álbum.

«[...] Trabajábamos mucho con Luny y con Noriega, y Noriega era bien musical y siempre me quería poner a hacer muchas voces y de ahí me gustó, nos gustó, y empezamos a irnos por esa línea. Después de ahí empezamos a cantar con más melodías, con todos los tonos y ahí todo cambió».
—Zion & Lennox para la revista VICE en 2020.

## Recepción

### Crítica
Según Evan C. Gutiérrez, del sitio AllMusic, comenta “[el álbum] superó todas las expectativas de éxito y pocos hubieran creído que el álbum se volvería oro tan pronto como lo fue”. También continuó destacando la explosiva popularidad de sus sencillos «Doncella» y «Bandida», con un sonido y atractivo comercial. Finalizando con “Motivando a la Yal será uno de los álbumes que los artistas se referirán en los años venideros como uno de los discos que conformaron el reggaetón y su futuro”. La revista Rolling Stone en un artículo retrospectivo definió su complemento de voces como su mayor fuerte, destacando el estilo soprano melodioso de Zion y el robusto barítono de Lennox en sus canciones.

### Comercial
Algunos de los sencillos, como «Bandida», «Yo Voy» y «Doncella», fueron un éxito en Latinoamérica, ganando posiciones avanzadas en las listas musicales de la revista Billboard, ingresando al top 40 a inicios del año siguiente. Por otra parte, las tres canciones también empezaron a recibir airplay en las radioemisoras de música en español de Estados Unidos, esto para finales de 2004.

## Promoción
Durante la promoción del álbum, el dúo hacía presentaciones públicas usando ropas de color blanco, como una forma de representar visualmente lo «limpio» de su contenido lírico. En una campaña inusual, también se encargaron de realizar visitas a 25 colegios por la campaña “Dile no a la deserción escolar” interpretando algunas de sus canciones más populares. El dúo realizó dos conciertos en el Coliseo Roberto Clemente, donde interpretaron 26 canciones y fueron acompañados por un grupo de bailarines jóvenes de break-dance.

### Sencillos
- «Bandida» fue producido por el dúo dominicano Luny Tunes, siendo incluido a su colección de éxitos La trayectoria, también en 2004.[15] La canción fue referenciada en su sencillo «Sistema», publicado en 2019.[16]

- «Doncella» fue producido por DJ Sonic, también obtuvo un vídeo promocional. En distintos países, fue promocionada la remezcla a cargo de Eliel, alcanzando la tercera posición en las listas tropicales de Billboard,[17] como también la vigesimotercera posición en los Hot Latin Songs.[18]

- «Yo voy» fue promocionado como sencillo en Estados Unidos, debido a la popularidad creciente de Daddy Yankee.[19] Ingresó en la lista Bubbling Under Hot 100, alcanzando la posición #23.[20] También ingresó en las listas Hot Latin Songs,[21] como también en los Tropical Airplay y Latin Rhythm Airplay.[22][23] En una lista publicada por Rolling Stone sobre «las 100 mejores canciones de reguetón de todos los tiempos», fue incluido en la quinta posición.[24]

## Lista de canciones
| N.º      | Título                                           | Productor(es)         | Duración |  |
| 1.       | «Intro - Motivando a la Yal»                     | Mr. Goldy             | 1:52     |  |
| 2.       | «Prepárate»                                      | DJ Sonic · N.O.T.T.Y. | 3:34     |  |
| 3.       | «Bandida»                                        | Luny Tunes            | 3:11     |  |
| 4.       | «Yo voy» (con Daddy Yankee)                      | Luny Tunes            | 3:52     |  |
| 5.       | «Descontrólate»                                  | DJ Blass · Bones      | 3:26     |  |
| 6.       | «Doncella»                                       | DJ Sonic              | 3:29     |  |
| 7.       | «Enamórate» (con Yaga & Mackie)                  | Luny Tunes            | 3:01     |  |
| 8.       | «Hasta abajo»                                    | DJ Blass · Bones      | 3:11     |  |
| 9.       | «El cantante» (con Tego Calderón y Julio Voltio) | DJ Nelson             | 4:15     |  |
| 10.      | «No pares»                                       | DJ Sonic              | 2:51     |  |
| 11.      | «Hace tiempo»                                    | Noriega · Mercenario  | 2:21     |  |
| 12.      | «Mírame»                                         | Noriega · Mercenario  | 3:12     |  |
| 13.      | «Quiero tenerte»                                 | Monserrate & DJ Urba  | 4:13     |  |
| 14.      | «Ahora» (con Ángel Doze)                         | Luny Tunes · Nely     | 3:00     |  |
| 15.      | «Zion y Lennox (Remix)»                          | Mr. Goldy             | 5:29     |  |
| 16.      | «Doncella (Remix)»                               | Eliel                 | 3:09     |  |
| 17.      | «Perdóname»                                      | Eliel                 | 2:49     |  |
| 18.      | «No me compares»                                 | Noriega               | 3:15     |  |
| 01:00:10 |                                                  |                       |          |  |

Notas
- «Enamórate» contiene un sample de «She's Hot» de la agrupación jamaiquina T.O.K.[25]
- «Zion y Lennox (Remix)» es un mashup de «Me pones en tensión», «Hay algo en ti» y «Baila para mí (Quiero)».

## Créditos y personal
Adaptado desde AllMusic y el CD original.
Artistas y producción
- Zion & Lennox – Artista principal, composición, producción ejecutiva.
- Elías de León – Productor ejecutivo.
- Esteban Piñero – Masterización en DRS.
- Maestro – Mezcla.
- Mr. Goldy – Grabación, producción (1, 15).
- DJ Sonic – Producción (2, 6, 10).
- Miguel Pabón (N.O.T.T.Y.) – Composición, producción (2).
- Francisco Saldaña, Víctor Cabrera – Mezcla, producción (3, 4, 7, 14).
- Ramón Ayala Rodríguez – Artista invitado, composición (4).
- Vladimir Félix – Composición, mezcla, producción (5, 8).
- Bones – Producción. (5, 8).
- Javier Martínez, Luis Pizarro – Artistas invitados, composición (7).
- Julio Irving Ramos – Artista invitado, composición (9).
- Tegui Calderón – Artista invitado, composición (9).
- Nelson Díaz – Composición, producción (9).
- Norgie Noriega – Composición, producción (11, 12, 18).
- Rafy Mercenario – Composición, producción (11, 12).
- Alex Monserrate, Urbani Mota – Composición, producción (13).
- Ángel Doze – Artista invitado, composición (14).
- Josías de la Cruz – Composición, producción (14).
- Eliel Lind Osorio – Composición, producción (16, 17).

White Lion Records
- Elías de León – A&R.
- Holly Chen – Diseño
- Héctor Ramos – Fotografía.

## Posicionamiento en listas
| Listas (2004)                     | Mejor posición |
| --------------------------------- | -------------- |
| Estados Unidos (Top Latin Albums) | 32             |
| Estados Unidos (Latin Pop Albums) | 13             |